# 도네츠크 국제공항

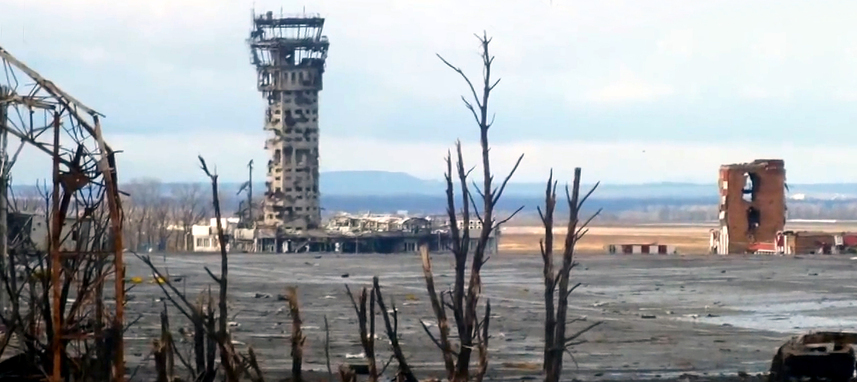

도네츠크 국제공항(Donetsk International Airport, 우크라이나어: Міжнародний аеропорт "Донецьк", IATA: DOK, ICAO: UKCC) 또는 도네츠크 세르게이 프로코피예프 국제공항(Donetsk Sergei Prokofiev International Airport)은 우크라이나 도네츠크에서 북서쪽으로 10킬로미터 지점에 위치해 있으며, 2014년 돈바스 전쟁 중에 파괴되어 현재는 운영하지 않는 공항이다. 1940년대와 1950년대에 지어져 1973년 재건되었고, 2011년부터 2012년 또다시 재건되었다. 이 공항은 도네츠크주의 주민이었던 20세기 작곡가 세르게이 프로코피예프의 이름을 따서 지어졌다.
2022년 2월 22일 큰 폭발 사고로 일부가 파괴되었다.